# Moodle
Moodle (ang. Modular Object-Oriented Dynamic Learning Environment) – środowisko nauczania zdalnego za pomocą sieci teleinformatycznych, dostępne przez przeglądarkę internetową. Platforma e-learningowa Moodle została stworzona w oparciu o Apache, PHP i MySQL lub PostgreSQL. Można ją uruchomić w systemach operacyjnych Linux, MS Windows, Mac OS X, NetWare 6. Moodle jest rozprowadzany za darmo jako otwarte oprogramowanie (open source) zgodnie z licencją GNU GPL.
Do znaczących usług powiązanych z Moodle’em zalicza się MoodleCloud – miejsce przeznaczone do umieszczania goszczących kursów Moodle, oraz Moodle Mobile App – aplikację, która poszerza funkcjonalność platformy Moodle o urządzenia mobilne.
Projekt Moodle jest wspierany przez liczną społeczność on-line, a w styczniu 2016 wystartowało Zrzeszenie Użytkowników Moodle (ang. Moodle Users Association), finansowane ze zbiórki dobrowolnych datków zebranych za pośrednictwem Internetu.
W 2015 roku platforma Moodle była prawdopodobnie najbardziej popularnym na świecie Systemem Zarządzania Kształceniem (Learning Management System) z najliczniejszą liczbą użytkowników, cieszącą się 70 136 zarejestrowanych stron w 222 miejscach na całym świecie.